# Osttimoresisch-tuvaluische Beziehungen
Die osttimoresisch-tuvaluische Beziehungen beschreiben das zwischenstaatliche Verhältnis von Osttimor und Tuvalu. Die beiden Länder nahmen am 8. September 2012 diplomatische Beziehungen auf.
Osttimor ist zwar Teil Asiens, hat aber auch Ethnien, die Papuasprachen sprechen, weshalb es auch Beziehungen zur pazifischen Welt pflegt. Als Beobachter nahm Osttimor im Juli 2002 am dritten Gipfel der AKP-Staaten und seit August 2002 an den jährlichen Treffen der Staats- und Regierungschefs des Pacific Islands Forum teil. 2016 trat das Land dem Pacific Islands Development Forum bei.
Die beiden Staaten verfügen nicht über diplomatische Vertretungen in dem jeweils anderen Staat. Für 2018 gibt das Statistische Amt Osttimors keine Handelsbeziehungen zwischen Tuvalu und Osttimor an.